# Црква Светог Димитрија у Вичи
Црква Светог Димитрија на сеоском гробљу у Вичи у општини Штрпце, селу на планини Брезовици, је црква Српске православне цркве, подигнута у 16. веку. Село Вича налази се на левој страни Лепенца, 4 км источно од Штрпца. Село је некада било насељено већински српским становништвом, док је данас насељено у потпуности албанским.  ти.

## Историја
Село Вича се помиње у турском попису области Бранковића из 1455. године.

## Изглед
Црква је једнобродна са нетипичном правоугаоном апсидом на источној страни. Зидана је сигом. На подужним зидовима су четири прозорска отвора, један на северном и три на јужном зиду. Кров је двосливан и покривен фалцованим црепом, док је до скора био од ћерамиде. Пре неколико деценија је уз цркву, са западне стране, изграђена припрата, а у њеном наставку, звоник квадратне основе са четворосливним кровом. Горње површине звоника су једине које нису малтерисане и на којима се види камени слој. Свод над бродом је полуобличаст, а на источној страни су три апсиде. Под храма je за један степеник нижи од пода припрате и доскора је био покривен каменим плочама, сада је заливен бетоном. Све површине зидова су малтерисане и окречене бело, осим апсидалне конхе, у којој је сачувана композиција Богородица Шира од небеса. Стари иконостас је нестао, нови је од дасака са окаченим репродукцијама без уметничке вредности.
- Црква Светог Димитрија, оштећени јужни зид
- Мајка Божија - Пресвета Богородица
- Живопис
- Живопис